# May Warden
May Warden (* 9. Mai 1891 in Leeds; † 5. Oktober 1978 in London) war eine britische Schauspielerin. Bekannt wurde sie durch den vom NDR produzierten Sketch Dinner for One.

## Leben
May Warden wurde als Tochter des amerikanischen Schauspielers Edward Warden und seiner Ehefrau Maud in Leeds geboren. Die Mutter Maud brach mit ihrer gutbürgerlichen Familie, um den mittellosen Schauspieler zu heiraten. Mays Eltern führten ein Leben ohne festen Wohnsitz, so dass sie nie eine Schule besuchte.
Warden begann ihre Laufbahn als Theaterschauspielerin mit zwölf Jahren. Seit Ende der 1940er Jahre trat sie als Miss Sophie in dem Sketch Dinner for One in verschiedenen Varietés des britischen Badeortes Blackpool auf. Gemeinsam mit ihrem Bühnenpartner, dem Komiker Freddie Frinton, wurde die damals 72-jährige Warden durch eine Aufführung von Dinner for One in der NDR-Fernsehsendung „Guten Abend, Peter Frankenfeld!“ und einer nachfolgenden TV-Aufzeichnung des NDR vom 30. April bis 4. Mai 1963 im Studio B unter der Regie von Heinz Dunkhase im deutschsprachigen Raum bekannt. Diese wird jedes Jahr zu Silvester im Fernsehen gezeigt und ist die am meisten wiederholte Sendung aller Zeiten und hiermit auch im Guinness-Buch der Rekorde vermerkt.
Dinner for One war einer ihrer ersten Fernsehauftritte; insgesamt folgten bis 1977 rund 30 weitere Fernsehrollen, in denen sie vor allem Großmütter verkörperte. Sie spielte unter anderem in Folgen der Serien Doctor Who und Coronation Street, nach unbestätigten Angaben soll sie auch eine kleine Rolle als Obdachlose in Stanley Kubricks Klassiker Uhrwerk Orange von 1971 gehabt haben. Feste Rollen hatte sie jeweils als Großmutter in den britischen Fernsehserien Ours Is a Nice House (1969–1970) und Billy Liar (1973–1974). Sie trat bis ein Jahr vor ihrem Tod als Schauspielerin auf.
1915 heiratete sie den Komiker Silvester Stuart († 1973), sie hatten zusammen zwei Töchter und zwei Söhne. Ihre Tochter Audrey wurde ebenfalls Schauspielerin. May Warden starb 1978 im Alter von 87 Jahren in London.

## Filmografie (Auswahl)
- 1962: Kommissar Maigret (Maigret, Fernsehserie, Folge 3x10)
- 1963: Dinner for One (Kurzfilm)
- 1966: Doctor Who (Fernsehserie, Folge 3x21)
- 1967: After Many a Summer (Fernsehfilm)
- 1969: Callan (Fernsehserie, Folge 2x07)
- 1969: Christ Recrucified (Miniserie, 2 Folgen)
- 1969: Dad’s Army (Fernsehserie, Folge 3x04)
- 1969–1970: Ours Is a Nice House (Fernsehserie, 13 Folgen)
- 1970: Hark at Barker (Fernsehserie, 2 Folgen)
- 1972: Coronation Street (Fernsehserie, 3 Folgen)
- 1972: Made
- 1972: Ace of Wands (Fernsehserie, 3 Folgen)
- 1973–1974: Billy Liar (Fernsehserie, 26 Folgen)
- 1975/1976: Angels (Fernsehserie, 2 Folgen)
- 1976: It Shouldn’t Happen to a Vet
- 1977: The Sunday Drama (Fernsehserie, Folge 1x10)